# Videokiller
Videokiller (Remote Control) è un film horror del 1988, diretto da Jeff Lieberman.

## Trama
Stati Uniti, 1989. Alcune copie in videocassetta di Remot Control, un misterioso film di fantascienza anni cinquanta, giungono alla videoteca Clement's Video di Los Angeles, gestita dai giovani Cosmo e Georgie. Tale film mostra un'inquietante scena di una donna che uccide il marito. I malcapitati che guardano il film rimangono vittima di una serie di allucinazioni che li portano a diventare assassini a loro volta. Cosmo e Georgie si trovano a indagare con l'aiuto di Belinda su queste morti misteriose causate dalla visione della videocassetta. Scopriranno un complotto interplanetario, che i protagonisti devono sventare prima che la videocassetta raggiunga la distribuzione in tutto il mondo.

## Produzione
Per il ruolo di Georgie fece un provino anche l'attore Johnny Depp.
Jeff Lieberman ha omaggiato il cinema di fantascienza degli anni cinquanta utilizzando attori di origine orientale nel ruolo degli alieni.

## Distribuzione
L'anteprima del film si è tenuta nel Regno Unito il 26 febbraio 1988. Negli Stati Uniti è giunto sul grande schermo il 7 aprile 1988.

### Home video
Un'edizione per il 25º anniversario edition è stata distribuita nel 2013 in Blu-ray e DVD dal regista Jeff Lieberman attraverso il proprio sito web.

## Critica
(Fantafilm)